# Саделер, Валериус де
Валериус де Саделер (4 августа 1867 года — 16 сентября 1941 года) — бельгийский художник-пейзажист, чьи работы были популярны у символистов, писавший в традициях Фламандской живописи 16-го века. Он был одной из главных фигур в так называемой первой Латемской школе, которая в первом десятилетии 20-го века внесла вклад в развитие модернистских тенденций бельгийской живописи и скульптуры.

## Биография

### Начало

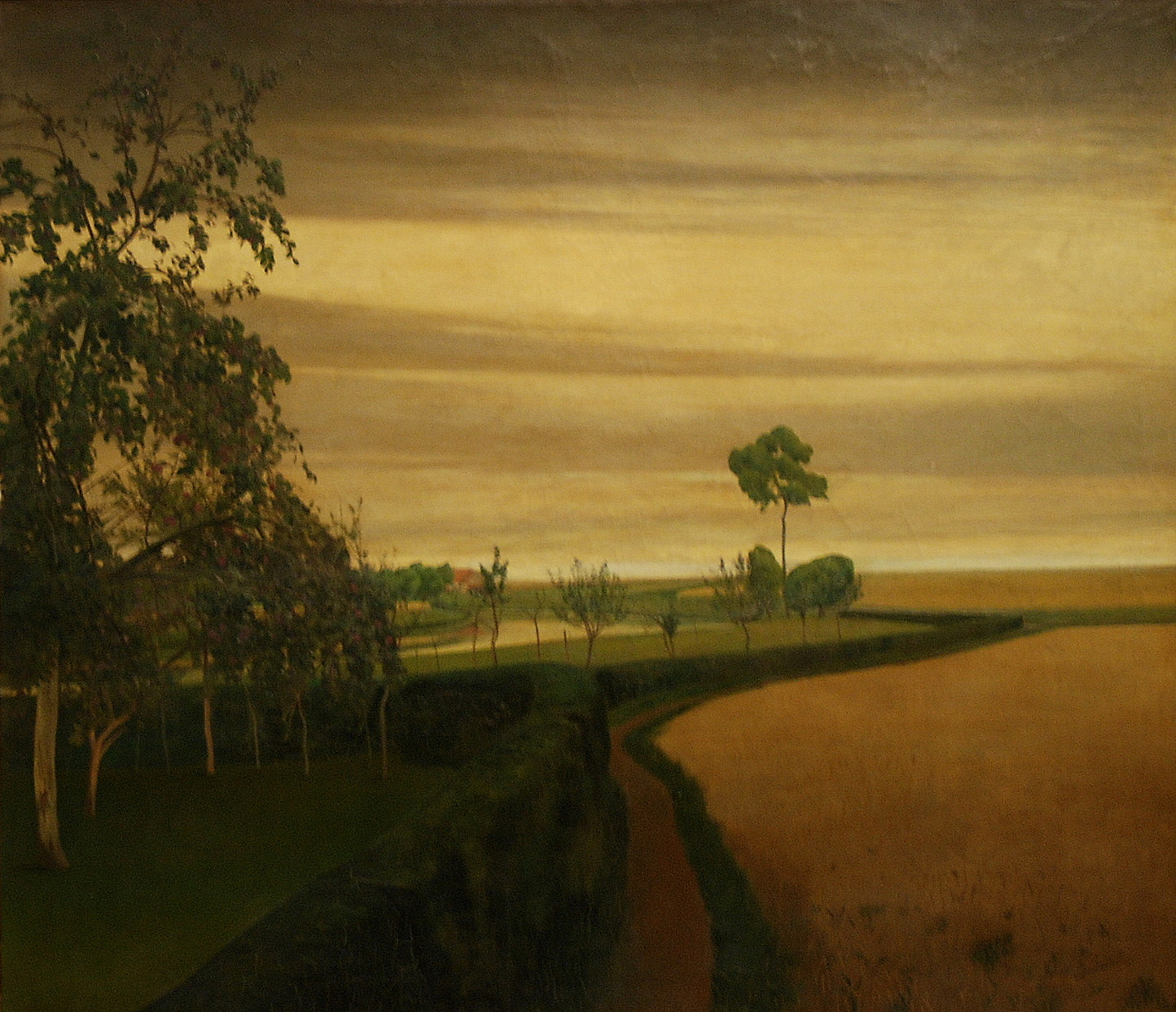
Конец мрачного дня

Валериус де Саделер родился в местечке Алст, Бельгия. Его отец был мелкий служащий фабрики по производству соды и мыла. В результате конфликтов с родителями и проблем в школе  бросил обучение в возрасте пятнадцати лет и был вынужден учиться профессии. Его определили в качестве ученика в ткацкий цех в Генте и отправили учиться в промышленную школу в Генте. Затем он поступил в Академию изящных искусств в Генте, где познакомился с Тео Ван Рисселбирже и Джорджем Минни.

### Скитания
Будучи недовольным академическим преподаванием в гентской Академии, он переехал в Брюссель, где учился в течение четырёх лет у художника-импрессиониста пейзажиста Франца Куртена. Затем он начал работать как независимый художник. В своём раннем творчестве рисовал в стиле своего учителя Куртена и находился также под влиянием Эмиля Клауса.
14 ноября 1889 года молодой художник женился в Алсте на Клементине Лимпес (1867—1930), дочери бакалейщика из Ерембодегема, близ города Алста. У них было пять дочерей, из которых вторая, Элизабет де Саделер (1902—1972), стала художницей. Тесть Саделера дал за дочерью крупную сумму в качестве приданого. Молодые супруги израсходовали эти деньги на создание продуктового магазина в Бланкенберге, который вскоре обанкротился, что быстро привело чету к обездоленному существованию.
Супруги жили в течение короткого времени в Бланкенберге, Вендуйне, Дамме и Генте. В 1892 году жили в Afsnee, близ Гента, где художник встретил Альбина Ван ден Абеле. Это был городской клерк Синт-Мартен-Латема и художник-любитель. Он помог им снять дешёвое жильё для художников в Синт-Мартен-Латем и тем самым поддержал одно из важнейших художественных направлений в начале XX века в Бельгии. С апреля по октябрь 1893 году супруги жили в Синт-Мартенс-Латем. Здесь художник встретился со своим другом Джорджем Минне и познакомился с начинающим поэтом Карелом Ван де Уустийном. С 1895 по 1898 годы Саделер и его жена жили в Лиссевеге, где разводили кур.

### Зрелость

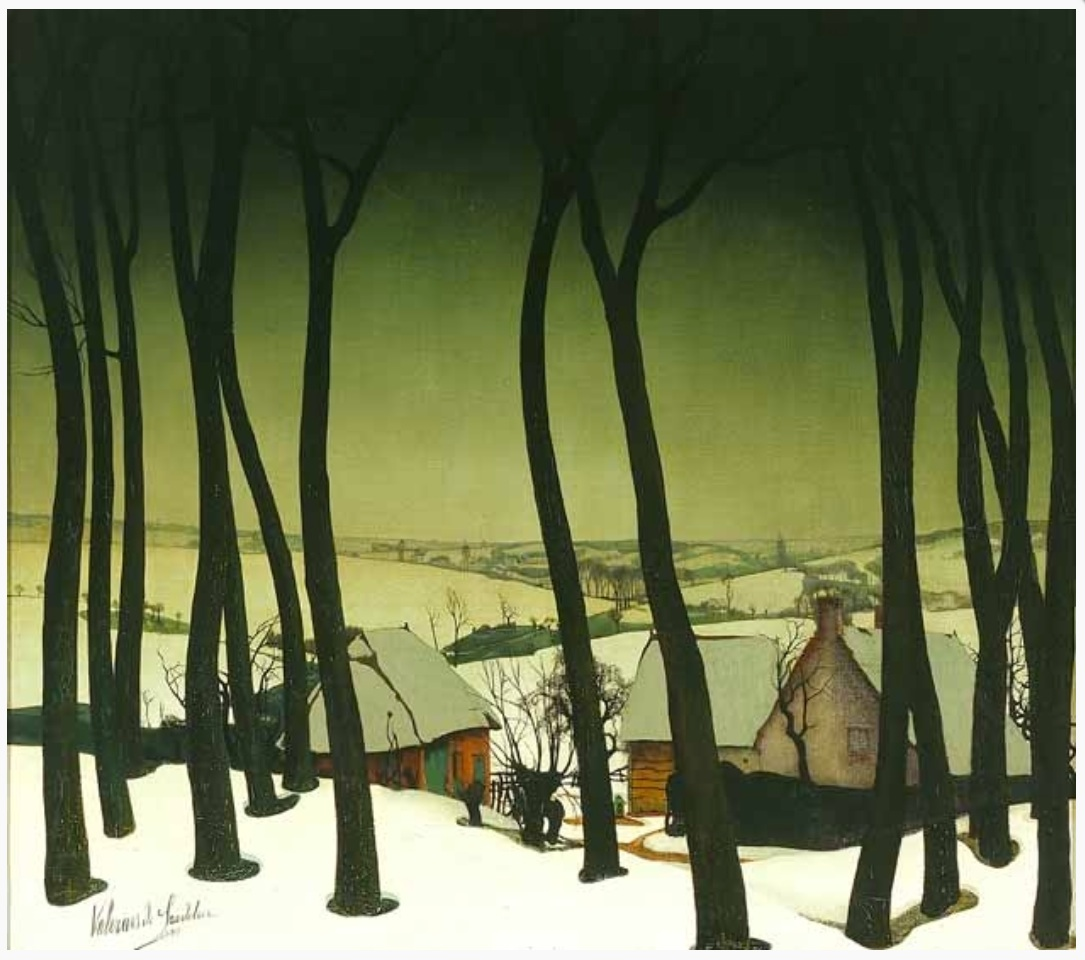
Зима во Фландрии

В 1898 г. Саделер переехал обратно в Синт-Мартенс-Латем. Там он собрал коллектив художников с Густавом Ван де Уустийном (братом Карела Ван де Уустийна) — Георгием и Минни. Эта группа художников позже была названа первой Латемской школой. В Первую Латемскую школу входили в основном художники, переехавшие в сельскую местность в поисках тесного контакта с природой, чтобы жить в мире, не испорченном современной цивилизацией. Там они надеялись найти такие ценности, как целостность, спонтанность и простоту. В своём стремлении к чистоте в искусстве они изучали искусство старых мастеров. Художники находились под влиянием символизма, стремились сочетать реальность с вечными ценностями. Они также были вдохновлены христианским мироощущением, граничащим с мистической. Художники отошли от популярного в то время стиля люминизма Эмиля Клауса и его последователей и обратились к искусству средневековой Фламандской живописи. В 1905 году часть других художников переедет в Синт-Мартенс-Латем. Этих художников, наиболее заметными из которых был Констант Пермеке, Альберт Сервас и Густав де Смет, назвали второй Латемской школой. Они начинали как импрессионисты, но потом перешли к экспрессионизму — в ответ на переживания в годы Первой Мировой Войны.

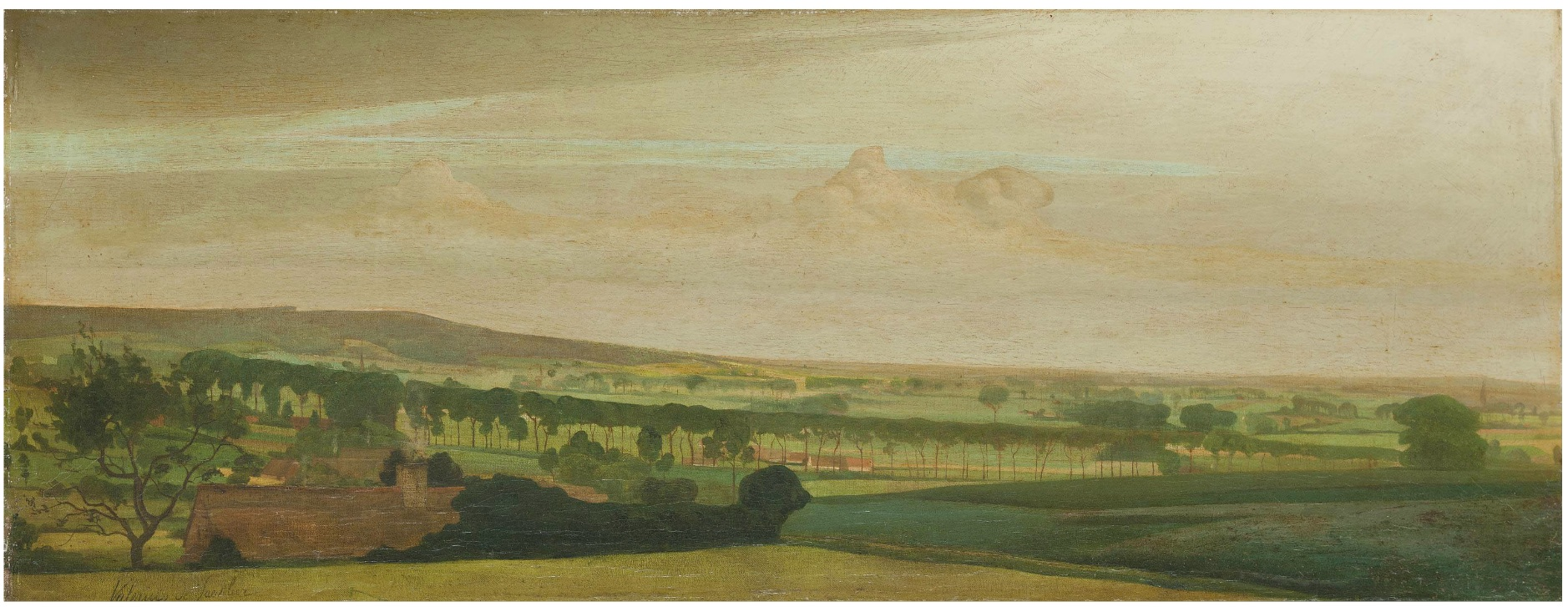
Панорамный вид Tiegem

Несмотря на успех первой выставки в 1901 году в г. Алст, де Саделер изо всех сил пытался жить исключительно на доходы от его искусства. В 1903 году он выставлял пейзажи в салоне Парижа, где был под впечатлением творчества Эмиль-Рене Минарда. В том же году он принял христианство. В 1904—1905 годах Саделер нашёл свой собственный стиль в живописи.  Он рисовал неживую природу в составе пейзажа, который был почти всегда ограничен низким горизонтом. Поверхность его полотен была сглажена, он также использовал мягкую гармонию цветов. В его пейзажах этого времени есть возвышенные, почти нереальные ощущения пространства. Часто он писал и зимние пейзажи.
Работы Саделера выставлялись в 1904 году на выставках в Берлине, Мюнхене и Вене, на нескольких выставках в Бельгии. Коллекционеры начали покупать его работы. К 1907 году он стал одним из наиболее успешных живописцев Латема. Он был хорошо принят в немецкоязычных странах, где влияние Эжена Ларманса на его работы отмечено не было. В 1907 году он сделал выставку в Генте вместе с Густавом Маурицем Ван де Уустийном.

### Спустя годы

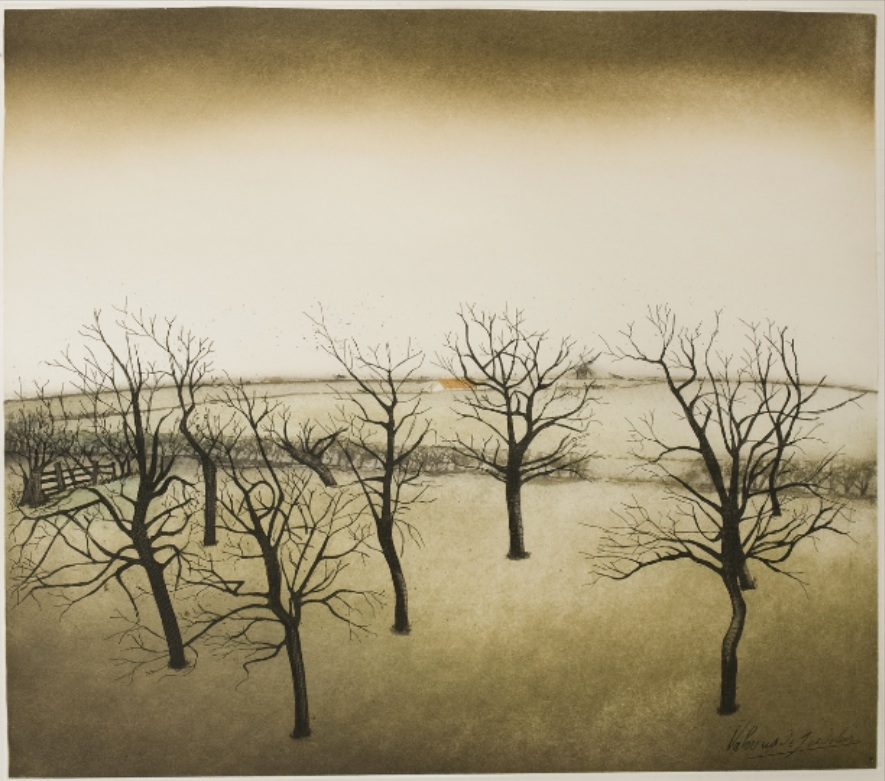
Фруктовый сад в зимний день

В 1908 году Садалер переехал в Тигем. Жизнь в этой более холмистой местности Фландрии отразилась и в его пейзажах. В основном был это плоский вид Лейе с ландшафтами холмистых пейзажей. Он продолжал оставаться успешным художником и в 1909 году музей изящных искусств Гента и Алст приобрели несколько его работ. В 1911 году в бельгийской королевской семье купили его работы Smidse де Винтер (Кузница зимой) и Снежный пейзаж. В 1912 и 1914 годах он выставлялся на выставках и был одним из основателей журнала  "La Jeune Peinture Belge" в 1924 году. В 1913 году его старый друг из Латем, Густав Ван де Уустийн, приехал к нему в Тигем.
С 1914 году Саделер и его семья жили в Уэльсе в качестве беженцев Первой Мировой Войны. Вместе со своей семьёй и семьёй своего друга Джорджа Минни он жил несколько лет в Смиствисе. Густав Ван де Уустийн, Герг Мин и их семьи во время войны проживали в Уэльсе. Семьи де Саделера и других бельгийских художников тоже переехали в Уэльс.
Де Саделер оставался в Уэльсе вплоть до 1920 года, потом переехал в Етикхов. В 1933 году он стал почётным гражданином города Алст. В 1937 году переехал в Леупегем. Работы де Саделера постепенно становятся всё более декоративными с  причудливой каллиграфией. Его композиции часто включали в себя ряд деревьев на переднем плане, в японском стиле - эффект, с которым он уже экспериментировал до войны. Он был также опытным колористом.

### Влияние
Работы де Саделера повлияли на бельгийских художников-пейзажистов следующего поколения, таких как Альберт Клаер и Альберт Саверис.
В последние годы прошли ретроспективные выставки работ художника в г. Алст в 1967 году, в Ауденарде в 1998, снова в Алст в 2000 году, и в Дейнзе в 2006 году.

## Примечания

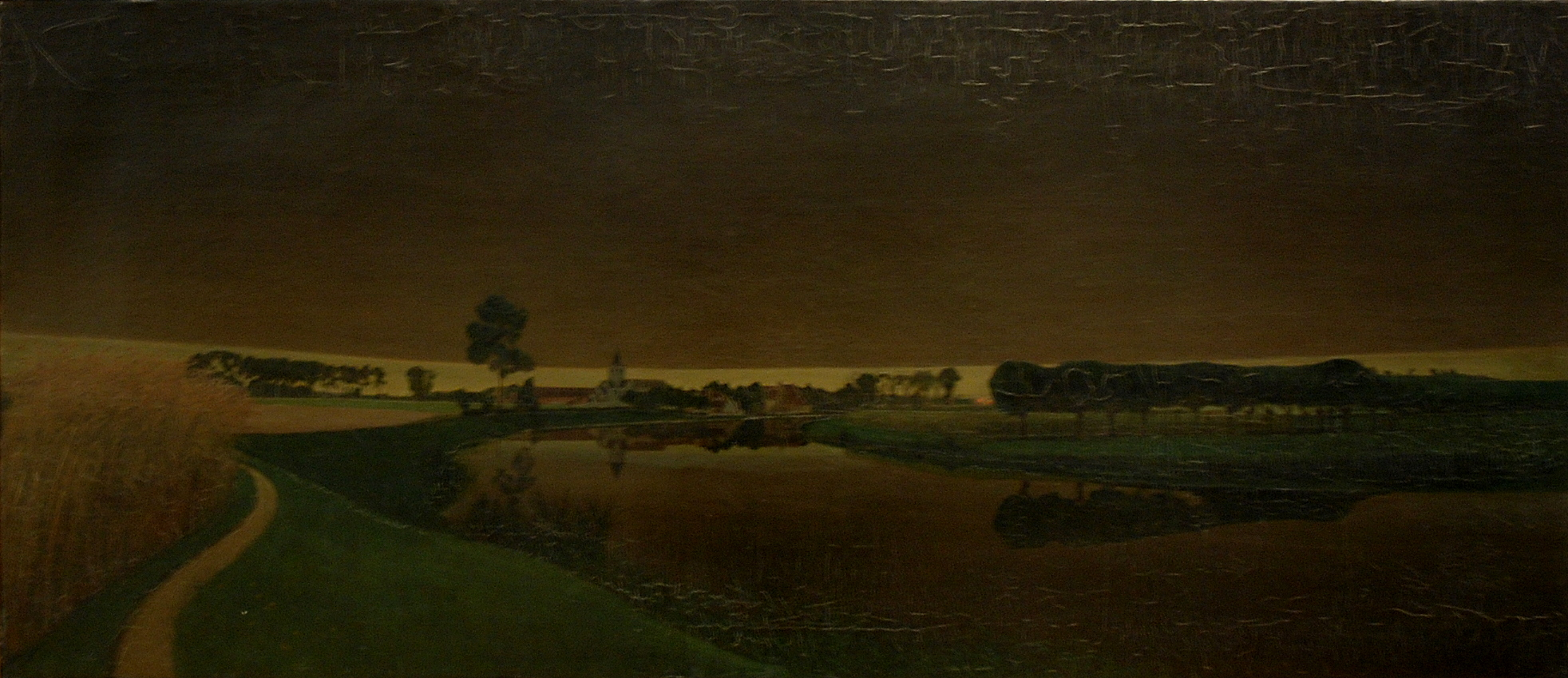
Гроза над синт-Мартенс-Латем